# No. 208 Squadron RAF
Le No. 208 (Reserve) Squadron est une unité de réserve de la Royal Air Force, basée lors de sa dissolution à RAF Valley (en), Anglesey.
L'escadron combat lors des deux guerres mondiales puis lors de la guerre du Golfe avant d'être dissout en 2016, pour son centenaire.

## Histoire
L'escadron est fondé le 25 octobre 1916 sous le nom de No. 8 Squadron RNAS en agglomérant des unités aéronavales basées dans les environs de Dunkerque. Utilisant d'abord des Sopwith Pup, 1½ Strutter et des Nieuport 17, l'escadron est rééquipé au fil de la guerre avec des Sopwith Camel. En avril 1918, le RNAS est amalgamé avec le Royal Flying Corps pour former la Royal Air Force, et le No. 8 Squadron RNAS devient le No. 208 Squadron RAF. Sous cette nouvelle dénomination, l'unité reste active jusqu'à la fin de la guerre et fait ensuite partie des forces d'occupation alliées en Allemagne. Au cours de la Première Guerre mondiale, vingt-cinq pilotes de l'escadron deviennent des as, les principaux d'entre eux étant :  Anthony Arnold (en), Charles Dawson Booker, Robert J. O. Compston (en), Harold Day (en), Stanley Goble, Edward Grahame Johnstone (en), William Lancelot Jordan (en), Robert A. Little, William E. G. Mann (en), Richard Burnard Munday (en), Guy William Price (en), George Simpson (en), Reginald Soar, Ronald Thornley (en) et James White (en).

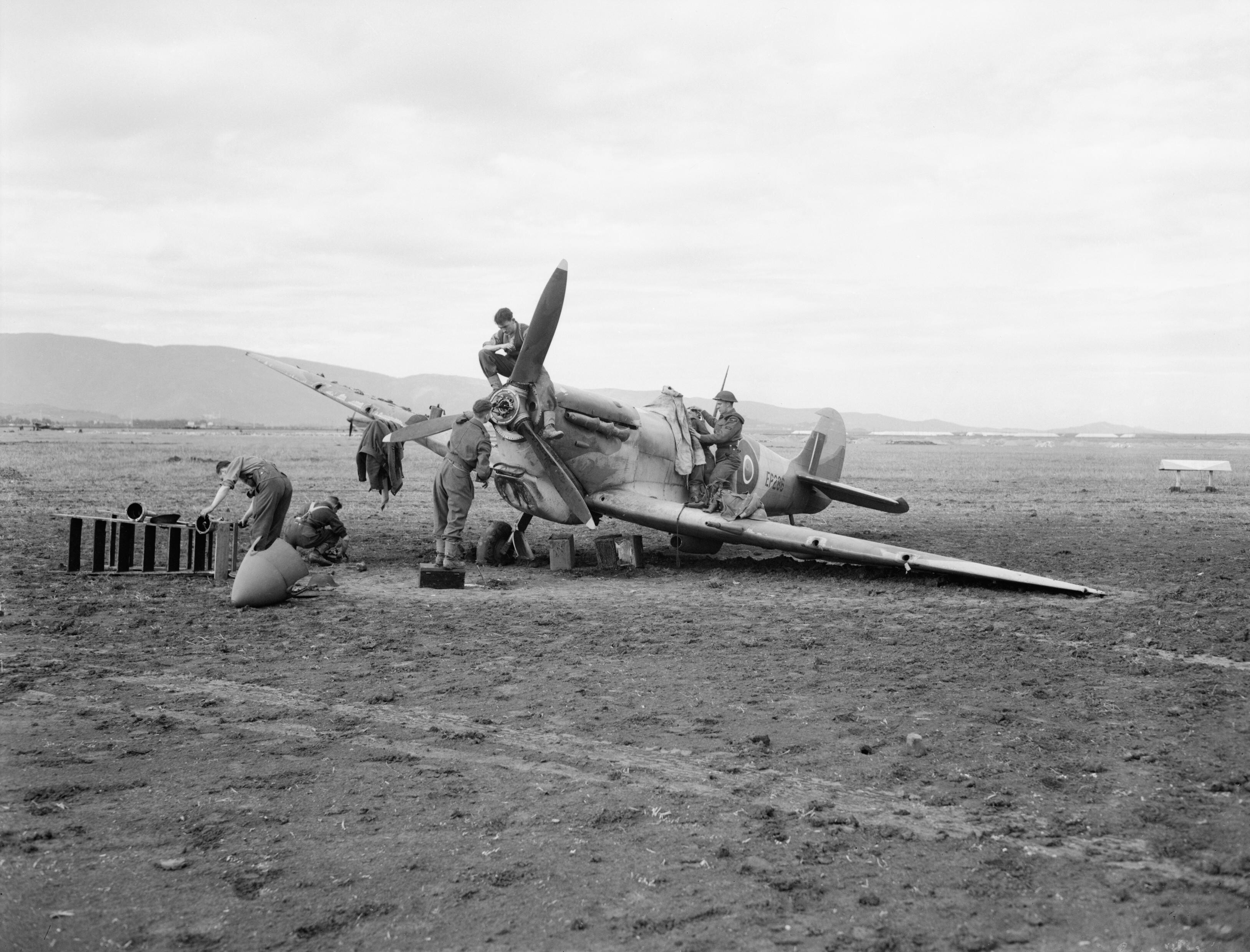
Des hommes du Commando d'entretien 3203 au travail sur le Supermarine Spitfire Mark VB, EP286, qui a subi une défaillance du train d'atterrissage lors de son atterrissage à Bône, en Algérie, après un vol de transport de renfort depuis Gibraltar. Le EP286 sera réparé et servira en Afrique du Nord et en Italie avec et le No. 208 Squadron RAF.

Basé en Egypte au déclenchement de la Seconde Guerre mondiale, l'escadron participe lors du conflit aux campagnes d'Afrique du Nord et de Grèce en 1941, avant d'être envoyé en Palestine. En 1944, il participe à la campagne d'Italie.
Après la Seconde Guerre mondiale, le No. 208 Squadron reste basé au Proche-Orient, où il affronte l'armée de l'air égyptienne lors de la guerre israélo-arabe de 1948.
Pendant les années 1950 et 1960, l'escadron alterne est basé successivement en Égypte (ou il est rééquipé en 1951 de chasseurs à réaction Gloster Meteor), à Malte et à Nairobi avant de regagner l'Angleterre en mars 1960, avant d'être redéployé à Muharraq un an plus tard. Le No. 208 Squadron RAF y reste jusqu'à sa première dissolution en 1971. Il est cependant reformé en 1974 et doté de Blackburn Buccaneer équipés d'armes nucléaires WE.177 (en) pour être intégré dans les plans du SACEUR. En cas d'attaque du pacte de Varsovie, l'escadron est censé mener des frappes au sol, contre les troupes et les infrastructures, d'abord avec des munitions conventionnelles puis avec des armes nucléaires en cas d'escalade. L'escadron continue à remplir ce rôle jusqu'en 1993 avant d'être transformé en unité d'entraînement équipée de BAe Hawk. Le No. 208 Squadron RAF est finalement dissous en 2016, peu de temps après la célébration de son centenaire.